# Verspah Oita
El Verspah Oita (ヴェルスパ大分 Verspah Ōita?) es un equipo de fútbol de Japón que juega en la J3 League, la tercera división nacional.

## Historia
Fue fundado en el año 2003 en la ciudad de Oita con el nombre Hoyo FC, y han cambiado de nombre en varias ocasiones:
- 2003 - Hoyo FC
- 2005 - Hoyo Atlético Elan
- 2010 - Hoyo Atlético Elan Oita
- 2011 - Hoyo AC Elan Oita
- 2012 - Hoyo Oita
- 2013 - Verspah Oita

El equipo pertenece al Grupo Hoyo, dedicado a la venta de partes de automóviles.
En 2010 participa por primera vez en la copa del Emperador, y en 2013 logra el ascenso a la JFL por primera vez. En 2020 avanza hasta la cuarta ronda de la copa nacional, es campeón de la JFL y asciende a la J3 League por primera vez.

## Palmarés
- Japan Football League  (1): 2020
- Kyushu League (2): 2010, 2011
- Oita Prefecture League 2nd Division (1): 2009
- Oita Prefecture League 2nd Division (1): 2006
- Oita Prefecture League 3rd Division (1): 2005